# Hürxtal
Hürxtal ist eine Hofschaft in Radevormwald im Oberbergischen Kreis im nordrhein-westfälischen Regierungsbezirk Köln in Deutschland.

## Lage  und Beschreibung
Hürxtal liegt im Nordosten des Stadtgebiets unmittelbar an der Grenze zu Breckerfeld an der Ennepetalsperre. Die Nachbarorte heißen Filde, Husmecke, Filderheide, Wönkhausen, Altena/Ennepe (Breckerfeld) und Walkmühle (Breckerfeld). 
Die Hofschaft, die früher eine Doppelsiedlung war, ist über die Kreisstraße 7 zu erreichen, die in Scheideweg von der Bundesstraße 483 abzweigt und die Orte Niederwönkhausen, Wönkhausen und Filderheide durchläuft. Heute ist nur noch das denkmalgeschützte Haus Hürxtal 1 bewohnt. Das Gebäude wurde 1744 als Wohn-Stallspeichergebäude errichtet, ist massiv gebaut und verputzt. Der Stallbereich lag im Erdgeschoss, die Speicherebene im Obergeschoss konnte über eine Rampe auf der Rückseite erreicht werden. Das Haus soll im ausgehenden 18. Jahrhundert bzw. frühen 19. Jahrhundert einem Standuhrmachermeister gehört haben. 
Im Siedlungsbereich entspringt ein Nebenbach der Ennepe.

## Geschichte
1512  wurde der Ort das erste Mal urkundlich erwähnt und zwar auf „Kirchenrechnungen“. Die Schreibweise der Erstnennung war Hovericheß Dal.

## Politik und Gesellschaft
Hürxtal gehört zum Radevormwalder Gemeindewahlbezirk 171, der am 1. Januar 2004 insgesamt 322 Wahlberechtigte hatte.